# NGC 19

NGC 19

إن جي سي 19 أو NGC 19 في الفهرس العام الجديد هي مجرة حلزونية من القدر ( 13.3) تقع في اتجاه كوكبة المرأة المسلسلة على بعد يقدر بحوالي 220 إلى 225 مليون سنة ضوئية 67 إلى 70 مليون فرسخ فلكي ويبلغ قطرها حوالي 75,000 سنة ضوئية.تم اكتشافها في 20 سبتمبر 1885 من قبل عالم الفلك الأمريكي لويس سويفت.
وغالبا ما تسمى بشكل غير صحيح NGC 21. فالعديد من الفهارس في 1970. NGC 21 مجرة تقع شمال NGC 19 إلا أن الدراسات والملاحظات الأصلية لأجسام NGC أظهرت أن المجرة الجنوبية في الواقع NGC 19. ولقد صححت جميع المراجع الحديثة تقريبا هذا الخطأ.

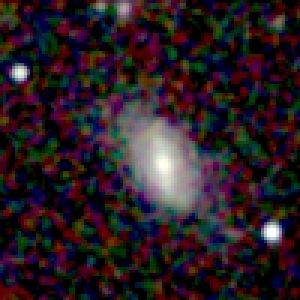
أن جي سي- 19 بحزمة الأشعة ما تحت الحمراء القريبة